# Vladimir Petrov
Vladimir Petrov (russisk: Владимир Михайлович Петров) (født 22. juli 1896 i Sankt Petersborg i det Russiske Kejserrige, død 7. januar 1966 i Moskva i Sovjetunionen) var en sovjetisk filminstruktør og manuskriptforfatter.

## Filmografi
- Uvejret (Гроза, 1933)[1][2]
- Peter den Store (Пётр Первый, 1937)
- Kutuzov (Кутузов, 1943)
- Skyldig uden skyld (Без вины виноватые, 1945)
- Slaget ved Stalingrad (Сталинградская битва, 1949)
- Sportsære (Спортивная честь, 1951)
- Revisoren (Ревизор, 1952)
- Poedinok (Поединок, 1957)